# Roger Spry

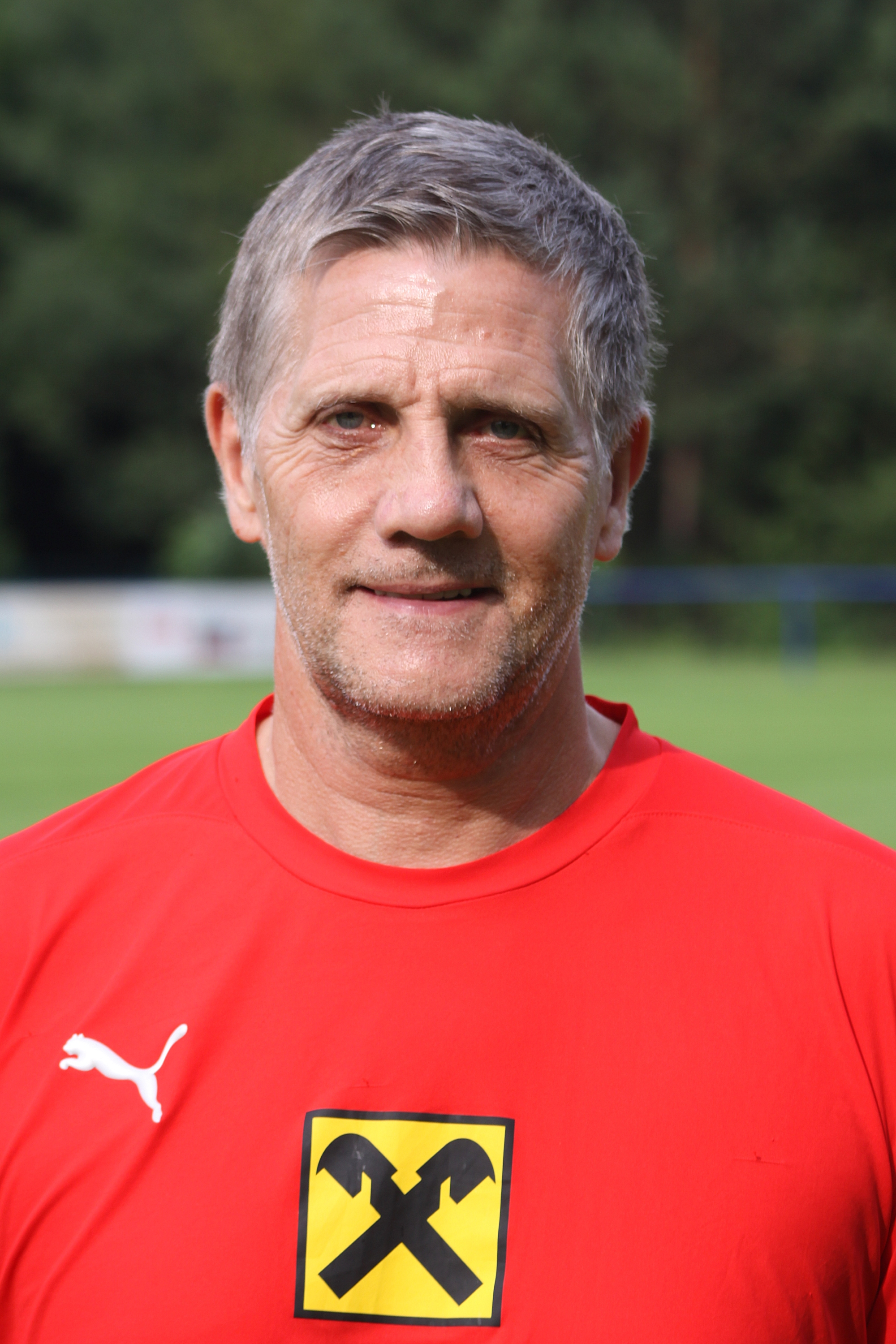
Roger Spry (2009)

Roger Thomas Spry (* 14. November 1950, Vereinigtes Königreich) ist ein englischer Konditionstrainer.

## Trainerkarriere
Spry spielte in den 1960er Jahren im Nachwuchs der Wolverhampton Wanderers selbst aktiv Fußball. Jedoch merkte er bald, dass er mehr Interesse an der Entwicklung von Spielerfähigkeiten hatte als am aktiven Sport. Er absolvierte ein Bachelor-Studium in Bewegungswissenschaften und ist zertifizierter UEFA Trainerausbilder. Seine jahrzehntelange Tätigkeit als Konditionstrainer führte ihn zu Anstellungen in über 25 Ländern. Zu seinen nennenswertesten Trainerstationen zählten u. a. Vitória Setúbal in Portugal, wo er unter Cheftrainer Malcolm Allison arbeitete und der junge José Mourinho sein Assistent war, Sporting Lissabon (Portugal) unter Sir Bobby Robson und Carlos Queiroz, Nagoya Grampus Eight (Japan) unter dem späteren langjährigen Arsenal London Erfolgstrainer Arsène Wenger, FC Porto (Portugal) unter António Oliveira oder Panathinaikos Athen (Griechenland) unter Fernando Santos. Zudem war er Konditionstrainer für das schottische Fußballnationalteam. Neben seiner überwiegenden Tätigkeit im Fußball arbeitete er als Berater in zahlreichen anderen Sportarten (Tennis, Rugby, Cricket) oder für einzelne Sportler (Frank Bruno, Ronan Rafferty).
Zur Verstärkung des Betreuerteams im Vorfeld der Heim-EM 2008 verpflichtete das österreichische Fußballnationalteam unter Trainer Josef Hickersberger Roger Spry im Oktober 2006 als Konditionstrainer. Obwohl das österreichische Team bei der EM 2008 zu den fittesten Mannschaften zählte, schied es bereits in der Vorrunde aus. Sein bis zur EM laufender Vertrag wurde verlängert und er war auch unter Karel Brückner Konditionstrainer des österreichischen Teams. Nach der Ablöse Brückners durch Didi Constantini wurde Spry ab Februar 2009 im Nachwuchsbereich eingesetzt. Zwei Jahre später, im September 2011, wurde Constantini durch Interimstrainer Willi Ruttensteiner abgelöst, der Roger Spry wieder als Konditionstrainer des A-Teams einsetzte. Auch unter dessen Nachfolger Marcel Koller (2011–2017) blieb er dem ÖFB-Team als Konditionstrainer erhalten, musste danach unter Franco Foda das Team schließlich verlassen.
Spätere Trainerstationen führten ihn nach Neuseeland und Israel, wo er erneut mit Willi Ruttensteiner zusammenarbeitete.
Durch seine jahrzehntelange Konditionstrainertätigkeit in international erfolgreichen Fußballteams bezeichnete ihn BBC im Jahr 2007 als „erfolgreichsten englischen Fußballtrainer, von dem man vermutlich noch nie gehört hat“.

## Arbeitsweise
Spry verfolgt nicht den herkömmlichen Ansatz von purem Konditionstraining und sportmotorischen Tests, sondern fokussiert stärker die individuelle Flexibilität der Spieler, auch hinsichtlich der Symbiose von Körper und Geist. Spry sieht in seinen Trainingsmethoden zwei Vorteile:

„Die Spieler agieren mit mehr Stärke und unberechenbarer. Die Unvorhersehbarkeit ist das Wichtigste. Man soll nicht in linearen Schemata denken und nach einem fixen Muster arbeiten.“

Dazu filmt Spry jedes Training und analysiert die Videos in seinem eigenen Filmstudio in der Nähe von Birmingham. Dabei analysiert er die Stärken und Schwächen jedes Spielers und stellt jedem Spieler individuell abgestimmte Trainingsprogramme zusammen. Diese Trainingsprogramme sind auch abseits der kurzen Anwesenheit bei einem Training der Nationalmannschaft zu absolvieren. Diese individuellen Trainingsprogramme waren bei einigen Vereinstrainern nicht ganz unumstritten. Der ehemalige Rapid-Trainer Peter Pacult sprach sich anfangs dediziert dagegen aus. Spry vermutete, dass solche Unstimmigkeiten daher zustande kämen, als dass sich Vereinstrainer in ihren eigenen Trainingsmethoden kritisiert sahen.

## Sonstiges
Spry ist verwitwet und Vater einer Tochter. Er veröffentlichte eine Vielzahl an kommerziell vertriebenen Trainingsvideos. Er trägt den schwarzen Gürtel in Karate.